# 吉隆微孔草
吉隆微孔草（学名：Microula jilongensis）是紫草科微孔草属的植物，为中国的特有植物。分布于中国大陆的西藏等地，生长于海拔4,000米的地区，一般生长在高山草地，目前尚未由人工引种栽培。